# PLOS One
PLOS One — международный междисциплинарный рецензируемый научный журнал с открытым доступом для публикаций, который публикует научные исследования и обзоры в сфере естественных и медицинских наук. Основан в 2006 году некоммерческой организацией Public Library of Science (с англ. — «Общественная научная библиотека»). Все статьи в журнале лицензированы лицензией Creative Commons CC-BY-SA 4.0. Журнал является наибольшим в мире по количеству опубликованных статей за год — больше 31 тысячи в 2013 году.

## Тематика
Журнал публикует оригинальные научные исследования, обоснованные гипотезы, комментарии научных экспертов по определённой теме, заметки об открытиях, обзоры.

## Редакционный совет
Главным редактором журнала является Джоерг Хебер. В составе совета нет выдающихся учёных, а большинство его членов составляют лица возрастом до 50 лет.
Также имеется сообщество секционных редакторов, дающих редакции советы.

## История
В 2002 году частный фонд выдал некоммерческой организации PLOS грант на сумму 9 миллионов долларов США для создания и развития журнала с открытым доступом.

## Подача публикации
Процесс публикации стоит автору 1495 долларов США, в то же время редакция предоставляет существенные скидки авторам из стран с низким уровнем доходов.

## Значимость
С 2009 года журналу присваивается импакт-фактор согласно рейтингу Thomson Reuters. Импакт-фактор журнала стабильно падает с 2011 года из-за наплыва статей и гонки авторов за публикациями в журнале с импакт-фактором.
| Год  | Импакт-фактор | Количество статей | Количество цитирований |
| ---- | ------------- | ----------------- | ---------------------- |
| 2009 | 4.351         | 4263              | 20466                  |
| 2010 | 4.411         | 6714              | 42795                  |
| 2011 | 4.092         | 13781             | 75544                  |
| 2012 | 3.73          | 23406             | 133246                 |
| 2013 | 3.534         | 31496             | 226708                 |
| 2014 | 3.234         | 30040             | 332716                 |
| 2015 | 3.057         | 28114             | 425015                 |
| 2016 | 2.806         | 22077             | 425015                 |
| 2017 | 2.766         | 20328             | 425015                 |

Оценить можно не только фактор влиятельности и индекс цитирования статьи, но и частоту посещаемости каждой статьи на сайте журнала.

## Критика
Учёные критиковали PLOS One за некачественную и долгую процедуру рецензирования.